# عصام الراقی
عصام الراقی (انگلیسی: Issam Erraki؛ زادهٔ ۵ ژانویهٔ ۱۹۸۱) بازیکن فوتبال اهل مراکش است.
از باشگاه‌هایی که در آن بازی کرده‌است می‌توان به باشگاه فوتبال الامارات امارات، باشگاه فوتبال الوحده عربستان سعودی، باشگاه فوتبال ارتش سلطنتی مراکش، باشگاه ورزشی الوحدات، باشگاه فوتبال الرائد عربستان سعودی، باشگاه فوتبال الخلیج خور فکان، و باشگاه فوتبال الرجا اشاره کرد.
وی همچنین در تیم ملی فوتبال مراکش بازی کرده‌است.